# 山本力矢
山本 力矢（やまもと りきや、1977年 - ）は、日本の建築家。福井県出身。SANAAパートナー。大の阪神ファンである。

## 略歴
- 1977年 - 福井県生まれ。
- 1996年 - 福井県立武生高等学校卒業。
- 2000年 - 東京理科大学工学部建築学科卒業。
- 2002年 - 横浜国立大大学院修了。SANAAに入所する。
- 2013年 - SANAAパートナーとなる。
- 2015年 - 東京理科大学非常勤講師